# Holbæk Kaserne
Holbæk Kaserne var en infanteri- og artillerikaserne i Holbæk. Den blev opført som følge af forsvarsforliget og Hærloven af 1909 og indviet i 1913. I 1980 medførte forsvarsforliget, at kasernen i 1982 blev nedlagt.
Kasernen blev opført sammen med en lang række andre kaserneanlæg på Sjælland, blandt andre Ringsted Kaserne, Slagelse Kaserne og Vordingborg Kaserne.
Kasernens bygninger er tegnet af arkitekterne Olaf Petri og Egil Fischer. Bygningerne findes endnu og fungerer mestendels som boliger, og i 2003 blev eksercerhuset og ridehuset på kasernen fredet.
| Militær | Spire Denne artikel om militær er en spire som bør udbygges. Du er velkommen til at hjælpe Wikipedia ved at udvide den. |

|  | Denne artikel om en bygning eller et bygningsværk kan blive bedre, hvis der indsættes et (bedre) billede. Du kan hjælpe ved at afsøge Wikimedia Commons for et passende billede eller lægge et op på Wikimedia Commons med en af de tilladte licenser og indsætte det i artiklen. |

55°42′51.76″N 11°43′29.14″Ø / 55.7143778°N 11.7247611°Ø